# Bataille de Goodenough
 (mai 2025).
Seconde Guerre mondiale
Batailles
- Rabaul
- 1re Salamaua-Lae
- Mer de Corail
- Piste Kokoda
- Baie de Milne
- Goodenough
- Buna-Gona-Sanananda
- Lilliput
- Merauke

- Wau
- Mer de Bismarck
- I-Go
- 2e Salamaua-Lae
- Chronicle
- Monts Finisterre
- Bougainville
- Bombardement de Wewak
- Péninsule de Huon
- Nouvelle-Bretagne
- Bombardement de Rabaul

- Neutralisation de Rabaul
- Îles de l'Amirauté
- Emirau
- Take Ichi
- Nouvelle-Guinée occidentale

La bataille de Goodenough est une bataille ayant opposé l'Australie au Japon pour la possession de l'île de Goodenough durant la campagne de Nouvelle-Guinée lors de la Guerre du Pacifique. Cette opération a été initialement motivée pour empêcher l'utilisation par le Japon de cette position stratégique avant la bataille de Buna-Gona-Sanananda, l'île servit cependant par la suite de base militaire et logistique majeure aux Alliés après sa conquête.

## Contexte
Goodenough était occupée depuis le 24 août 1942 par des fusiliers marins japonais qui s'y étaient retrouvés coincés puis isolés du reste de leurs forces. Ces 363 soldats, partis initialement de la province d'Oro le même jour, devaient rejoindre la bataille de la baie de Milne. Cependant après leur étape sur l'île de Goodenough, ils furent repérés le 25 août 1942 par un petit détachement américain stationné sur l'île, chargé d'observer les actions aériennes ennemies. 
Un raid aérien fut ainsi mené ce même jour au cours duquel la RAAF détruisit les 7 véhicules de débarquements qui représentaient le seul moyen de quitter l'île pour les soldats japonais, qui perdirent 8 de leurs hommes à l'occasion de cette attaque. Le détachement américain en place sur l'île la quitta le même jour.
Alerté de cette situation, le commandement japonais sur Rabaul parachuta vivres et ravitaillement pour ses hommes sur Goodenough. Deux destroyers de la Marine Impériale furent aussi chargés de tenter de les secourir le 10 septembre 1942, mais ils furent eux aussi repérés et l'un d'entre eux fut coulé par des Boeing B-17 Flying Fortress américains. 10 marins furent sauvés en mer le 22 septembre 1942 par des destroyers japonais lancés à leur recherche. Ce même jour, une compagnie australienne partie de Milne Bay et débarquée sur l'île de Normanby à la recherche de survivants y ayant trouvé refuge y fera 8 prisonniers. Le 26 septembre, 10 autres marins échoués sur l'île furent secourus par des avions japonais en patrouille.
Un sous-marin japonais parvint finalement à aborder les côtes de l'île de Goodenough le 2 octobre 1942, y laissant minutions et ravitaillement et prenant en charge les morts et 71 blessés et malades pour les évacuer vers Rabaul. Ce même sous-marin fit une tentative pour revenir sur l'île le 13 octobre, accompagné d'un véhicule de débarquement, mais après avoir envoyé sur l'île un véhicule de débarquement chargé de ravitaillement et devant revenir avec d'autres soldats malades ou blessés, ce sous-marin fut forcé de rebrousser chemin après avoir été repéré par l'aviation alliée.
Il ne reste ainsi à ce moment que 285 soldats japonais, concentrés dans le sud de l'île de Goodenough, que le général MacArthur a désignée début octobre 1942 comme un objectif à prendre de façon urgente pour soutenir les opérations alliées en Nouvelle-Guinée.

## La bataille
Dans le cadre de l'opération Drake, le 2/12e bataillon d'infanterie, une unité de la 18e brigade d'infanterie, composante de la seconde force impériale australienne, est choisie pour envahir l'île de Goodenough. Son commandant, le lieutenant-colonel Arthur Arnold, est aussi le chef de la force Drake et reçoit l'ordre de vaincre les forces sur l'île, d'y rétablir les postes radar et de surveillance côtière et d'étudier la possibilité d'y installer des pistes d'aviation. Les rapports de renseignement indiquent la présence de trois cents soldats japonais sur place, principalement concentrés dans la région de la baie de Galaiway et de Kilia Mission, au sud-est. En outre, les Australiens pensent que les Japonais sont à court de vivres et de munitions et souffrent de malnutrition. 
Les Australiens embarquent à bord des destroyers HMAS Stuart et Arunta le 22 octobre et partent pour l'île de Goodenough, sous l'escorte de la Task Force 44. Ils débarquent des deux côtés de la pointe sud de l'île. Leur plan est alors de prendre en tenaille les Japonais entre la principale force d'invasion, comprenant 520 soldats dirigés par Arnold et qui débarque à Mud Bay, et une force plus petite, forte de 120 soldats (surtout issus de la compagnie C), commandés par le major Keith Gatewood, qui touche terre six kilomètres plus loin à Taleba Bay. En l'absence de navires de débarquement australiens, le 2/12e bataillon d'infanterie utilise trois ketchs (le Matoma, le Maclaren King et le Tieryo), trois barges de débarquement japonaises prises lors de la bataille de la baie de Milne et deux baleinières à moteur. Sept jours de rations sont embarqués sur ces navires et sept autres sur les deux destroyers. Chaque homme transporte des rations pour trois jours avec lui. 
La force Drake ne comprend que deux radios émetteur-récepteur de type AWA 3B Wireless pour maintenir des communications avec la force Milne. Une est envoyée à Mud Bay, tandis que l'autre reste sur l’Arunta. En outre, deux radios Army No. 101 Wireless Sets permettent au quartier-général du bataillon de communiquer avec Mud Bay. Enfin, chaque compagnie détient une radio de type Army No.108 Wireless Set pour communiquer avec ce même quartier-général. 
La force qui doit débarquer à Mud Bay touche terre à 23 heures après avoir été transportés par le Maclaren King, les trois barges japonaises et les deux baleinières à moteur. Un avant-poste est rapidement établi à Mud Bay, servant de station de secours ainsi qu'à entreposer le matériel lourd, à l'exception d'un mortier de 50 millimètres par compagnie. Les Australiens se lancent ensuite dans une marche difficile vers Kilia. Ils sont alors frappés par un violent orage, accompagné de fortes précipitations, ce qui ralentit leur progression, d'autant que le terrain est particulièrement escarpé. Ils sont encore à près d'un kilomètre de Kilia à huit heures trente du matin le 23 octobre quand ils rencontrent les Japonais. 
Les Australiens sont en train de traverser une rivière derrière laquelle se trouve une colline escarpée. Là, le commandant japonais attend que les Australiens aient presque atteint ses positions pour ouvrir le feu avec des mitrailleuses et des mortiers. Les Australiens qui sont encore en train d'escalader la colline voient des grenades rouler vers eux et ceux situés derrière eux sont cloués au sol par un feu nourri et précis. Arnold n'a alors pas d'autres choix que de se replier. Au cours de la nuit, il met en place une position défensive et repousse une attaque japonaise limitée.
Dans le même temps, la force qui doit débarquer à Taleba Bay fait route vers l'île de Goodenough sur le Stuart. Elle débarque à trois heures trente du matin le 23 octobre et s'empare d'un nid de mitrailleuse japonais à six heures. Deux pelotons partent vers le sud où ils rencontrent des soldats japonais, qui sont repoussés au-delà de Niubulu Creek, avant qu'une violente contre-attaque japonaise depuis le nord n'inflige de lourdes pertes aux Australiens et ne les oblige à se retirer de la zone. Gatewood rompt alors le silence radio et tente de rentrer en contact avec Arnold, sans succès. Par la suite, ses hommes sont soumis au feu de mortiers lourds et de mitrailleuses et subissent d'importantes pertes. Au total, six d'entre eux sont tués, dix sont tués et trois sont portés disparus. Les Australiens n'ont plus d'autres choix que de se replier, poursuivis par les Japonais. Dans ces combats, le lieutenant Clifford Hoskings réduit au silence une mitrailleuse japonaise, ce qui lui vaut la Military Cross. Craignant d'être complètement débordé, Gatewood fait battre en retraite ses hommes d'abord vers Taleba Bay puis jusqu'à Mud Bay à bord du Stuart, qu'il atteint le 24 octobre.

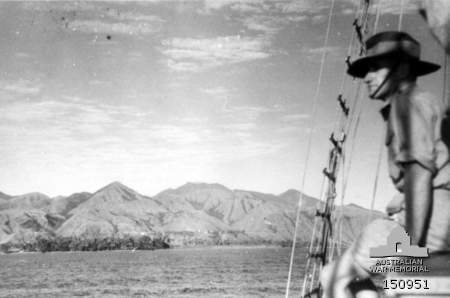
L'île de Goodenough vu depuis le ketch Maclaren King.

L'impossibilité de Gatewood de communiquer par radio s'explique par le fait que son générateur est cassé, ce qui empêche Arnold de connaître les événements à Taleba Bay. À 9h10, il lance une offensive sur Kilia, soutenue par trois mortiers de 76 millimètres, transportés depuis Mud Bay. Toutefois, le soutien aérien promis n'arrive pas. Au contraire, ce sont les avions japonais qui mitraillent les positions australiennes, ainsi que le ketch McLaren King ancré à Mud Bay, blessant plusieurs hommes. Arnold tente de prendre les Japonais de flanc avec la compagnie A mais elle se perd dans la jungle. Finalement, l'attaque se heurte frontalement aux principales défenses japonaises qu'Arnold voulait justement éviter.
Les forces australiennes étant désormais incapables de progresser, les Japonais peuvent se replier sans problème au cours de la nuit. Ils sont embarqués avec leur équipement et leurs vivres par deux barges de débarquement, qui les transportent sur île de Fergusson, où ils arrivent à l'aube du 25 octobre. De là, 261 hommes sont transférés sur le croiseur Tenryu le lendemain. De son côté, le 2/12e bataillon d'infanterie peut progresser aisément depuis Kilia vers Galaiwai Bay, sans rencontrer de résistances tout en découvrant des défenses encore bien organisées. 
Dans le cadre de cette campagne, le bombardement et le mitraillage des villages autochtones par l'aviation alliée ont contraint 600 îliens à fuir vers l'île de Fergusson, où un détachement australien a établi un camp de réfugiés, s'occupant d'eux jusqu'à la fin des combats. Au total, les pertes australiennes sont de treize morts au combat et dix-neuf blessés. Chez les Japonais, vingt soldats ont été tués et quinze blessés. Cependant, le 2/12e bataillon d'infanterie comptabilise trente-neuf morts japonais mais il ne s'agit que d'une estimation car les Japonais ont enterré leurs morts, rendant les recherches australiennes difficiles. En dépit de l'évacuation des soldats japonais, certains restent en arrière. L'un d'entre eux est capturé par les insulaires revenus sur Goodenough le 30 octobre et envoyé sur Fergusson. Enfin, un groupe de trois survit quelque temps avant que deux d'entre eux ne décèdent de la malaria en novembre 1942. Le troisième, Shigeki Yokota est fait prisonnier en juillet 1943.

## Après la bataille

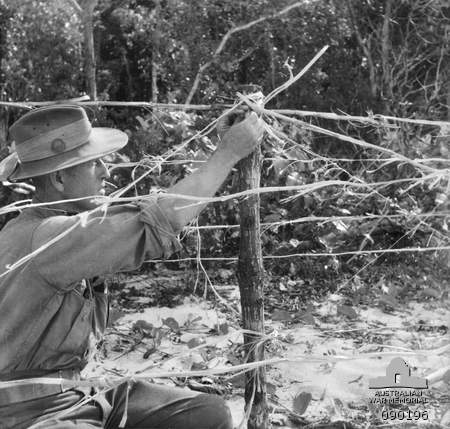
Système de lianes imitant un réseau défensif de barbelé

Deux pistes d’atterrissage d'urgence furent immédiatement créées sur l'île, avec l'intention initiale de les transformer par la suite en de véritables aérodromes de première importance, capables d'accueillir des bombardiers lourds.

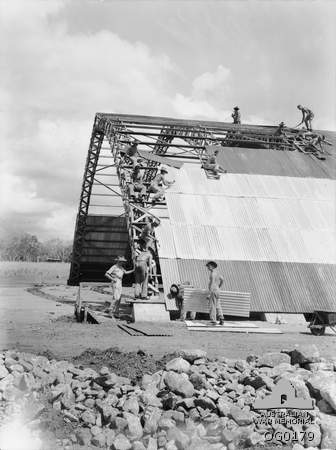
Construction d'un hangar à avions par des unités de la RAAF sur Goodenough en 1943

Cependant ces plans ont été temporairement gelés, d'autres aérodromes étant déjà en cours de conquête près de la région de Buna, où étaient sur le point de partir le bataillon australien et les ingénieurs américains qui quittèrent l'île pour la Nouvelle-Guinée en décembre 1944.
Seule demeurait désormais sur l'île une garnison de 75 Australiens détachés du bataillon initial. La position de Goodenough demeurait stratégique et donc potentiellement soumise à la menace d'un débarquement de troupes impériales ayant pour objectif de la reprendre, les hommes en place ont par conséquent élaboré des stratégies et des constructions destinés à faire croire à leurs ennemis, lors de leurs reconnaissances aériennes, que leur garnison sur place consistait au minimum en un régiment entier en construisant par exemple un faux hôpital, de faux canons anti-aériens faits de bois, en établissant des réseaux de lianes imitant des défenses barbelées, en allumant de grands feux de cuisine ou en transmettant de faux messages radios.
La construction d'une jetée et d'une route menant à l'aérodrome s'entama avec l'aide des populations indigènes locales en janvier 1943. En mars 1943 après l'arrivée en renfort de troupes du génie, les travaux pour transformer l'île en une base majeure débutèrent. Durant le même mois, des marins et soldats japonais s'échouèrent sur l'île à la suite de la bataille de la mer de Bismarck, où, lors d'opérations de patrouilles destinées à les neutraliser du 8 au 14 mars 1943, 81 d'entre eux périront et 42 seront faits prisonniers.
Deux aérodromes de grande envergure furent par la suite construits accueillant 3 escadrons de la RAAF, et capables d'accueillir plusieurs centaines de bombardiers légers, de bombardiers lourds et de chasseurs. Deux hôpitaux capables de prendre en charge à eux deux plus de 2 000 blessés ou malades y furent établis à la fin de l'année 1943. La base militaire à cette époque pouvait accueillir jusqu'à 60 000 soldats, elle constitua le lieu de transit de milliers de soldats Américains. Cette base fut fermée à la fin de l'année 1944.